# Mors dreng (film fra 1917)
Mors dreng er en amerikansk stumfilm fra 1917 af Victor Schertzinger.

## Medvirkende
- Charles Ray som Matthew Denton.
- Doris May som Mabel Glenny.
- William Elmer som Banty Jones.
- Josef Swickard som Tom Glenny.
- Jerome Storm som Jimmie Noonan.